# 2850 Mozsajszkij
A 2850 Mozsajszkij (ideiglenes jelöléssel 1978 TM7) a Naprendszer kisbolygóövében található aszteroida. Ljudmila Vasziljevna Zsuravljova fedezte fel 1978. október 2-án.